# Tera
Tera (T) (gr. teras – potwór) – przedrostek jednostki miary oznaczający mnożnik 1 000 000 000 000 = 1012 (bilion).

## Tera a tebi
W informatyce oznacza on częściej 240 = 10244 = 1 099 511 627 776, np. 1 TB (terabajt) to 240 bajtów (zob. przedrostek dwójkowy). Jednak np. w przypadku dysków twardych dysk o pojemności 4 TB zawiera ok. 4 bilionów bajtów, czyli w rzeczywistości jedynie 3,64 TB.